# Saint-Gildas-de-Rhuys
Saint-Gildas-de-Rhuys (bretonisch Lokentaz oder Sant-Weltaz) ist eine französische Gemeinde mit 1.784 Einwohnern (Stand 1. Januar 2022) im Département Morbihan in der Region Bretagne. 

## Lage
Sie liegt an der Südküste der Rhuys-Halbinsel. Das Gemeindegebiet gehört zum Regionalen Naturpark Golfe du Morbihan. Benachbarte Gemeinden sind Sarzeau im Osten und Arzon im Westen.

## Bevölkerungsentwicklung
| Jahr      | 1962 | 1968 | 1975 | 1982 | 1990 | 1999 | 2007 | 2019 |
| Einwohner | 851  | 911  | 980  | 1035 | 1141 | 1436 | 1625 | 1531 |

Quelle: INSEE
Ähnlich wie in anderen Orten an der Südküste der Bretagne (z. B. Damgan oder Pénestin) ist der Anteil der Zweitwohnungen sehr hoch: Nur 22 % aller Wohnungen sind Hauptwohnsitze, der Rest sind Zweitwohnungen oder nur gelegentlich belegte Wohnungen (Quelle: INSEE).

## Sehenswürdigkeiten

### Kloster Saint-Gildas-en-Rhuys
Das Kloster Saint-Gildas-en-Rhuys wurde der Legende nach im Jahr 536 durch den heiligen Gildas, einen britischen Mönch, gegründet. In den nachfolgenden Jahrhunderten erfuhr das Kloster einen raschen Aufschwung, wurde jedoch während der Normanneneinfälle im 9. und 10. Jahrhundert verlassen. Anfang des 11. Jahrhunderts erfolgte die Neugründung des Klosters. Die heutigen Kirchenbauten stammen aus dem späten 11. und frühen 12. Jahrhundert. Im 16. Jahrhundert verfiel die Kirche, wurde jedoch in der zweiten Hälfte des 17. Jahrhunderts durch den Architekten Delourme wiederaufgebaut. Ende des 19. Jahrhunderts fand eine Restauration der noch erhaltenen romanischen Bauteile statt. Sehenswert sind heute vor allem der gut erhaltene romanische Chorumgang, der eines der seltenen Beispiele romanischer Baukunst in der Bretagne darstellt, sowie die Reliquiare, die in der Sakristei besichtigt werden können.
→ Hauptartikel: Kloster Saint-Gildas-en-Rhuys
Siehe auch: Liste der Monuments historiques in Saint-Gildas-de-Rhuys

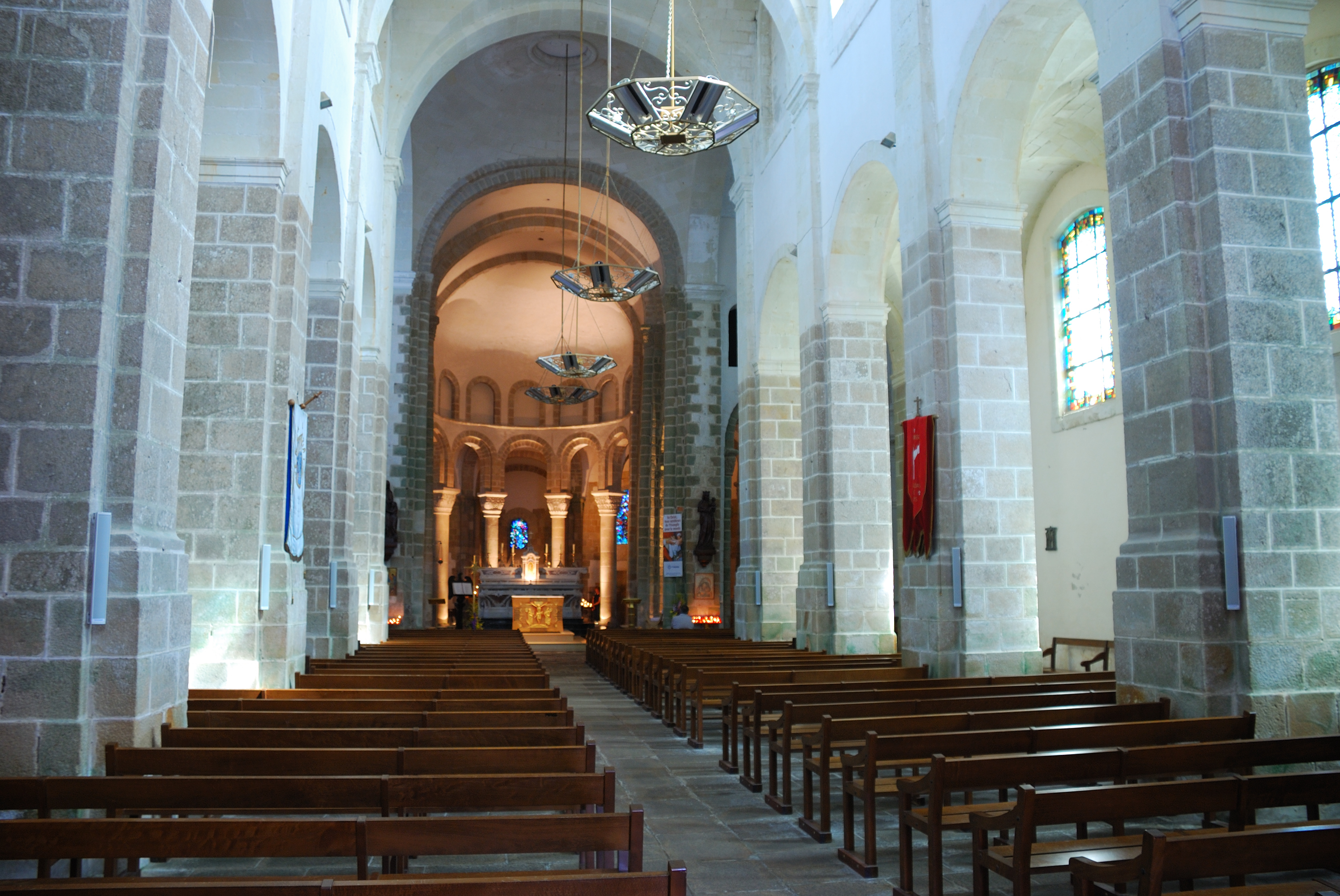
Chorraum der Klosterkirche Saint-Gildas-en-Rhuys
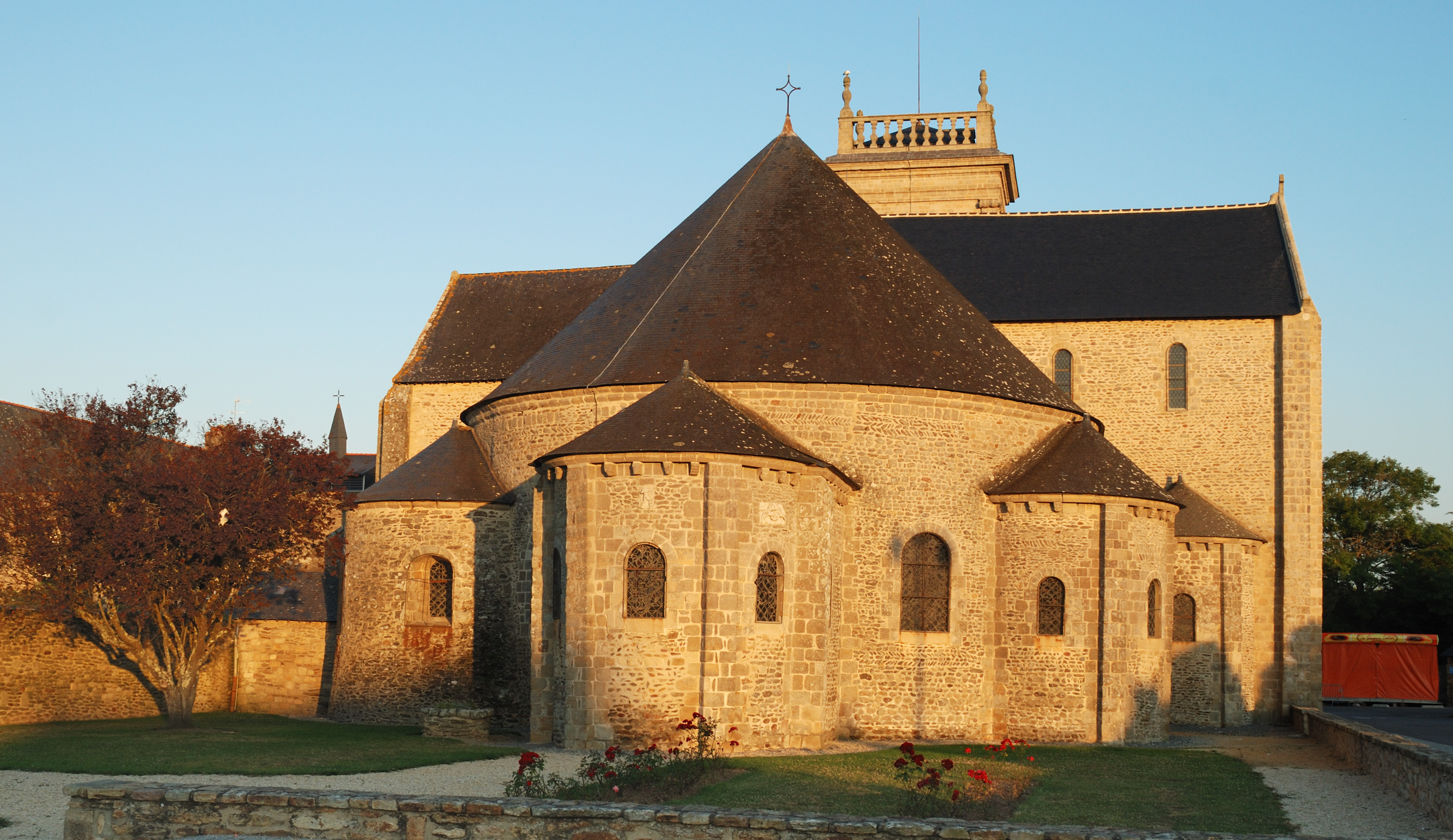
Außenansicht der Klosterkirche Saint-Gildas-en-Rhuys
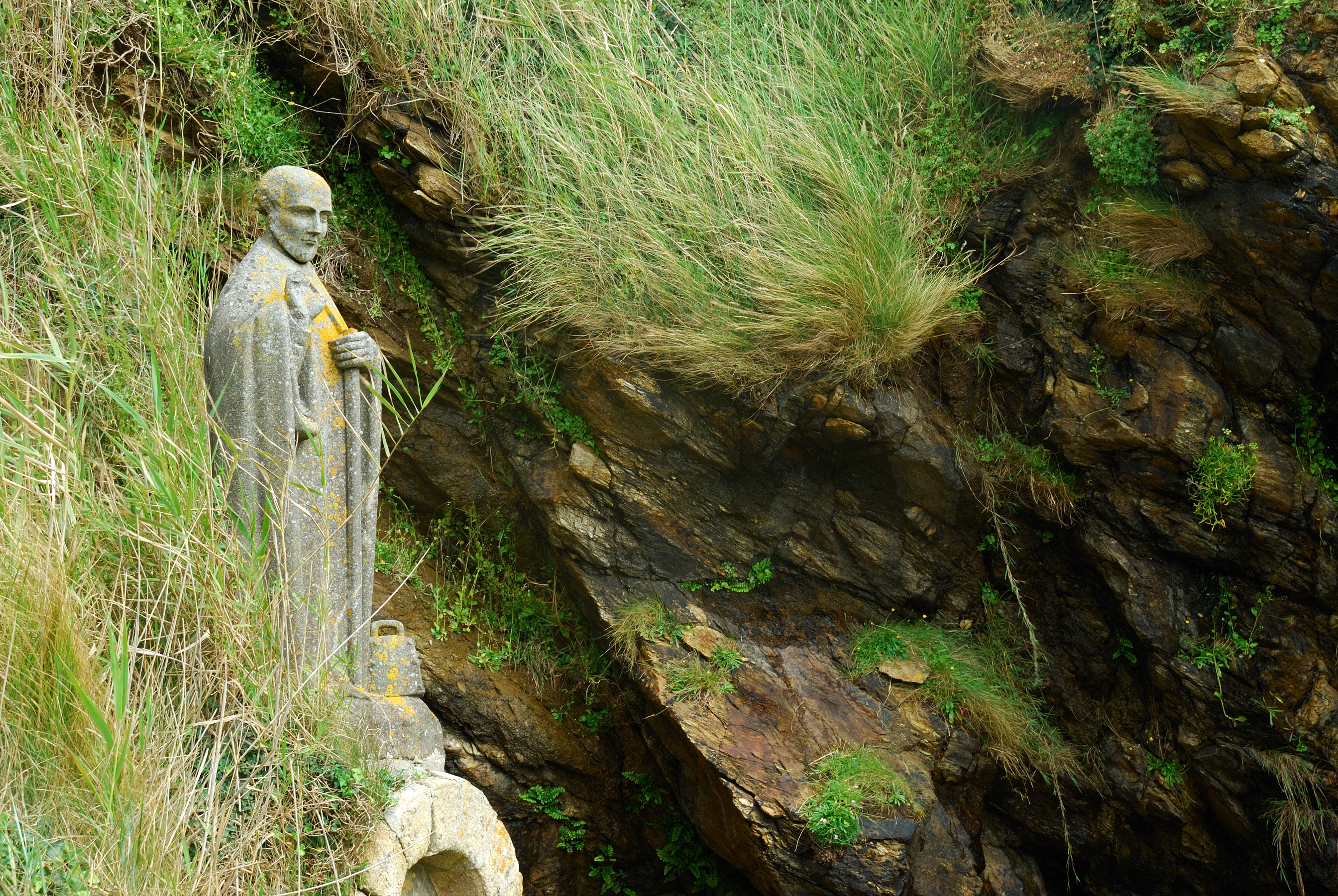
Statue des heiligen Gildas
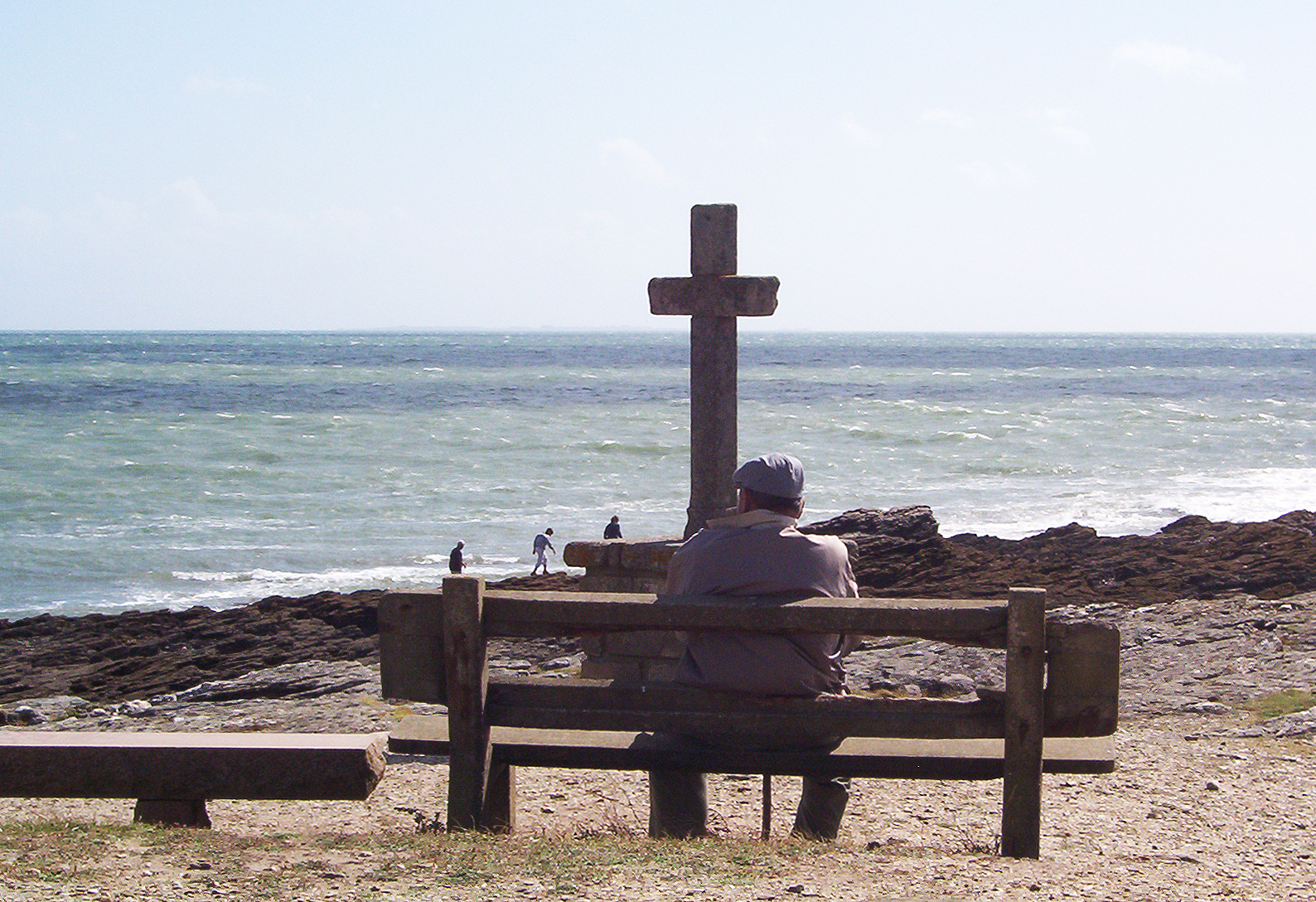
Küste bei Saint-Gildas-de-Rhuys
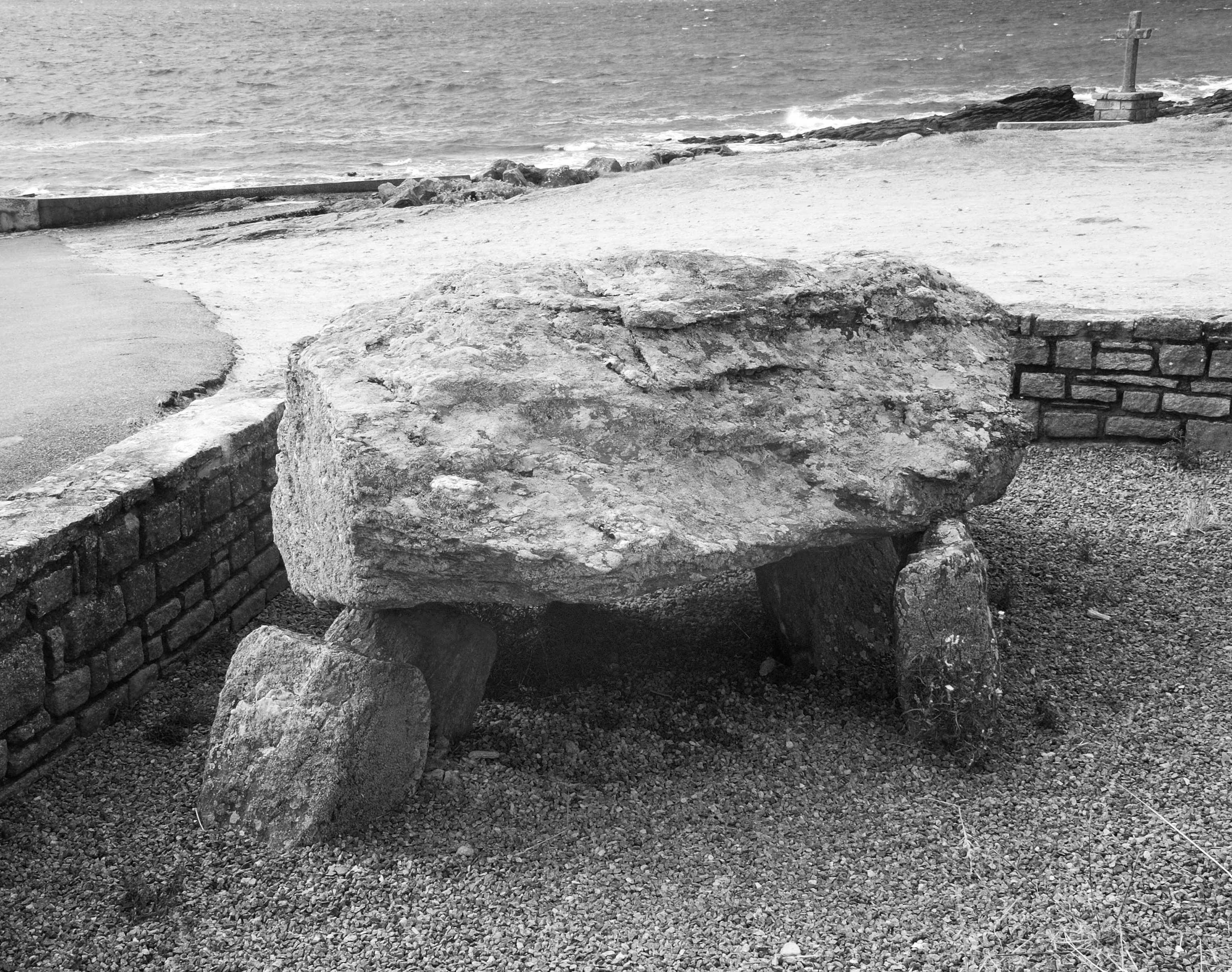
Dolmen von Men Maria
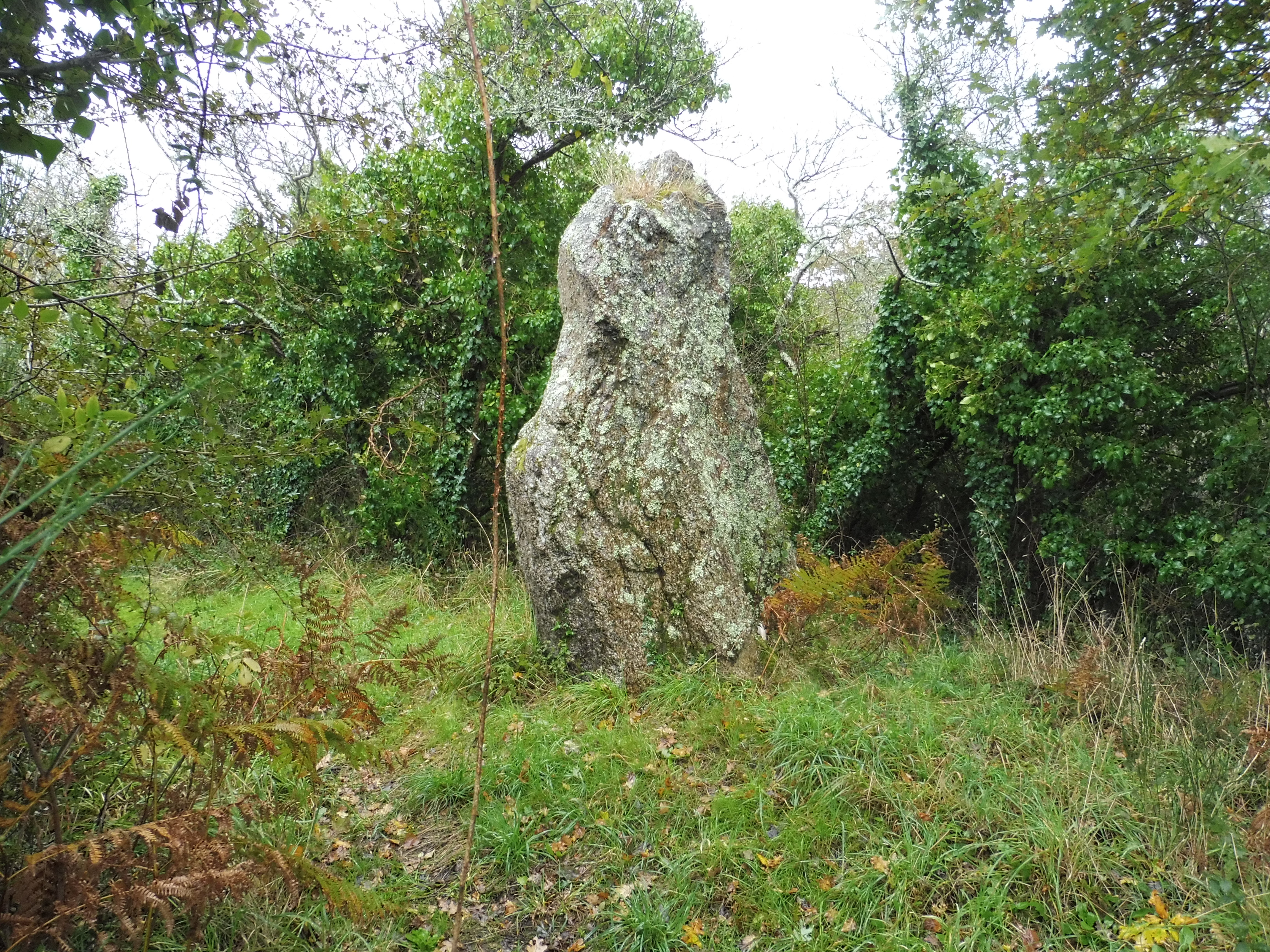
Menhir de Men en Palud